# Saint-Gratien-Savigny
Saint-Gratien-Savigny is een gemeente in het Franse departement Nièvre (regio Bourgogne-Franche-Comté) en telt 119 inwoners (2009). De plaats maakt deel uit van het arrondissement Château-Chinon (Ville).

## Geografie
De oppervlakte van Saint-Gratien-Savigny bedraagt 21,0 km², de bevolkingsdichtheid is 6,1 inwoners per km².
De onderstaande kaart toont de ligging van Saint-Gratien-Savigny met de belangrijkste infrastructuur en aangrenzende gemeenten.

## Demografie
Onderstaande figuur toont het verloop van het inwonertal (bron: INSEE-tellingen).